# Hostess Potato Chips
Hostess é o nome de uma marca de batatas fritas que foi líder no Canadá por muitos anos após sua criação em 1935. Ela se fundiu com a Lay's, com sede nos EUA, em 1988.

## História

### Começos
A Hostess foi formada em 1935, quando Edward Snyder começou a cozinhar batatas fritas no fogão de sua mãe em Breslau, Ontário, nos arredores de Kitchener, Ontário . As batatas fritas permaneceram uma parte relativamente pequena do mercado de salgadinhos até a década de 1950, quando os salgadinhos em geral se tornaram mais amplamente disponíveis. Em 1955, Snyder vendeu sua empresa para EW Vanstone, que expandiu muito a empresa antes de vender sua participação para a General Foods em 1959. 
A partir de 1981, os chips passaram a ter novos mascotes conhecidos como Munchies, que eram usados para propagandas e apareciam nas embalagens dos chips. Os Munchies eram três criaturas amigáveis, parecidas com duendes, coloridas de vermelho, laranja e amarelo.

### Novo capítulo
A introdução dos salgadinhos de milho no mercado levou a uma parceria entre a Hostess e a Frito-Lay (de propriedade da PepsiCo) em 1987, trazendo Doritos para o Canadá pela primeira vez (os Doritos estavam no Canadá no final da década de 1970). Este movimento foi seguido pela introdução de outras marcas Frito Lay, incluindo Ruffles, Tostitos e Cheetos ( Lay's, a principal marca de chips da Frito Lay nos EUA, já estava sendo licenciada para fabricação canadense por outra empresa). Hostess continuou sendo a principal marca de chips no Canadá, mesmo após o acordo. A parceria resultou em uma fusão em 1988, com a sociedade conjunta conhecida como Hostess Frito Lay. Em 1992, a PepsiCo adquiriu a propriedade total da Hostess ao comprar a participação remanescente da General Foods.

### Declínio
Com a queda da popularidade da marca, em 1996 foi decidido renomear o produto como Lay's. Essa mudança apresentou muitas dificuldades, pois o produto já estava à venda no Canadá por meio de terceiros. Uma campanha publicitária agressiva da BBDO Canadá apresentando jogadores de hóquei famosos como Mark Messier e Eric Lindros lançou a "nova" marca em 1997 e, em dezoito meses, a Lay's estava vendendo o dobro do volume de produtos que vendia sob o apelido de Hostess. A Hostess praticamente desapareceu e a empresa retirou "Hostess" de seu nome, tornando-se Frito Lay Canada.
O único grande produto de varejo da Hostess remanescente é Hickory Sticks, uma marca de palitos de batata com sabor que mantém ampla distribuição no mesmo nível de outras marcas da Lay's Canada.
Em 2021, a Frito-Lay reintroduziu a variedade de sal e vinagre de Hickory Sticks em um saco de formato incomum para batatas fritas, sendo mais largo do que alto.

## Marketing
Durante sua existência, o slogan das batatas fritas Hostess era "Cause when you've got the munchies, nothing else will do. Hostess Potato Chips!".